# Werner Bräunig

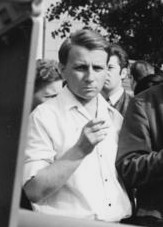
Werner Bräunig, 1968

Werner Bräunig (* 12. Mai 1934 in Chemnitz; † 14. August 1976 in Halle an der Saale) war ein deutscher Schriftsteller.

## Leben und Wirken
Bräunigs Vater war Hilfsarbeiter und später Kraftfahrer, die Mutter Näherin. Bräunig betrieb nach 1945 Schwarzmarktgeschäfte, begann eine Schlosserlehre und kam im Alter von 16 Jahren in ein Erziehungsheim. 1953 war er als Fördermann bei der SDAG Wismut in Johanngeorgenstadt tätig und wurde im selben Jahr wegen Schmuggelreisen nach Westberlin zu einer dreijährigen Gefängnisstrafe verurteilt. Nach vorzeitiger Entlassung arbeitete er 1954/55 im VEB Papier- und Kartonwerk Niederschlema, 1956 kurzzeitig als hauptamtlicher Instrukteur der FDJ-Kreisleitung Schneeberg und bis 1958 als Heizer in der Stadtwäscherei von Schneeberg. In jene Zeit fielen erste Schreibversuche, und er war als Volkskorrespondent der Karl-Marx-Städter Zeitung Volksstimme tätig.

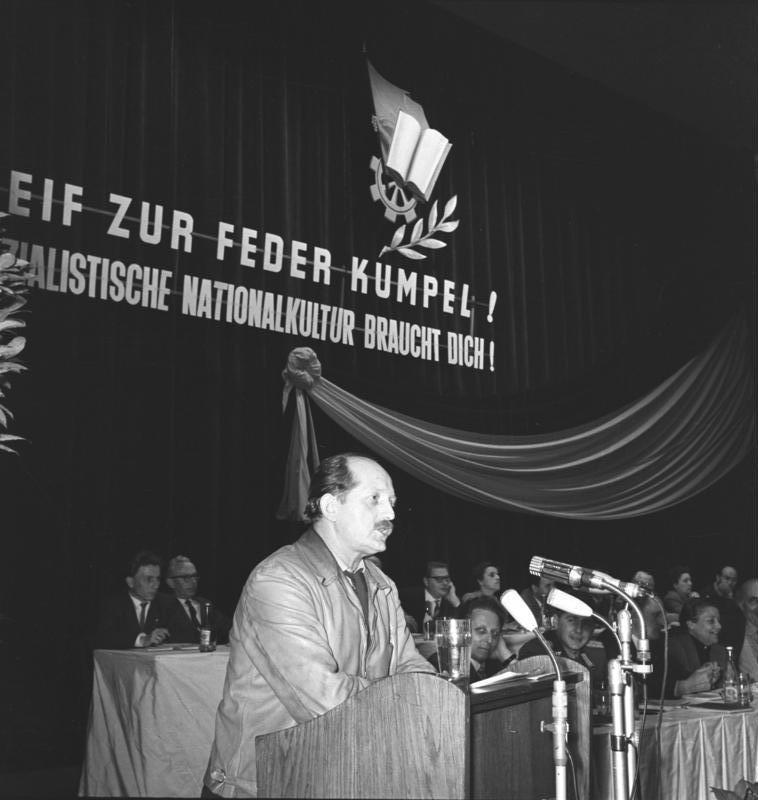
Der von Bräunig mitgeprägte Slogan „Greif zur Feder, Kumpel!“ bei der 1. Bitterfelder Konferenz (1959), hier mit Erwin Strittmatter

1957 wurde er in die Arbeitsgemeinschaft Junger Autoren (AJA) der Wismut AG aufgenommen und hatte erste Publikationen. 1958 trat er der SED bei. Von 1958 bis 1961 studierte er am Literaturinstitut Johannes R. Becher. 1959 verfasste er mit Jan Koplowitz in Vorbereitung der 1. Bitterfelder Konferenz den Aufruf Greif zur Feder, Kumpel!
Bräunigs Gedicht Du, unsere Zeit, das um 1960 entstand, war in der DDR sehr populär und fand Eingang in die Schulbücher. Es spiegelt den authentischen Aufbruchsoptimismus jener Zeit wider, den Bräunig uneingeschränkt teilte. Nach dem Bau der Mauer schien vielen eine demokratische Öffnung der DDR nach innen möglich. Bewegungen wie der Bitterfelder Weg gaben jungen proletarischen Autoren wie Bräunig das Selbstbewusstsein, sich als Repräsentanten des gesellschaftlichen Aufbruchs zu fühlen.
1961 bis 1967 war Bräunig Assistent für Fernstudium und Leiter des Proseminars am Literaturinstitut Johannes R. Becher, wo er wegen angeblicher „feindlicher Gruppenbildung“ zeitweise auch ins Blickfeld des Ministeriums für Staatssicherheit geriet. Zwischen 1961 und 1968 lebte Bräunig in der Karl-Liebknecht-Straße 14 in Markkleeberg, wo er große Teile seines Romans Rummelplatz verfasste.
Zuletzt lebte Bräunig in einer Einzimmerwohnung in Halle, wo er 1976 im Alter von 42 Jahren infolge seiner Alkoholsucht starb. Er hatte fünf Kinder und war zweimal verheiratet. Bräunig wurde in Halle in einem Urnengrab bestattet, auf dessen Granitplatte sein Name fälschlicherweise als „Bräuning“ eingraviert ist.

## RomanRummelplatz(1959–1966)
1959 begann er mit der Arbeit an dem großangelegten Roman Rummelplatz, der die Nachkriegszeit in Ost und West zum Thema hat und mit dem Volksaufstand vom 17. Juni 1953 endet, den er entsprechend der Auffassung der SED als vom Westen gesteuert beschreibt. Hauptschauplatz ist die Wismut – ein Unternehmen in sowjetischer Hand, das Uranbergbau für das Atomprogramm der Sowjetunion betrieb. Bräunig konnte aus eigenen Erfahrungen als Arbeiter bei der Wismut schöpfen und schildert die Zustände mit ungeschöntem Realismus. Die kompositorische Absicht zielte auf „eine Verquickung von Erziehungs- und Gesellschaftsroman“, in dessen Zentrum die Generation der damals 30-Jährigen in Ost und West stehen sollte.
Ein Vorabdruck des Romans erschien im Oktoberheft 1965 der Literaturzeitschrift ndl, das dem Geburtstag der Republik gewidmet war. Bräunigs Roman geriet ins Blickfeld von Partei- und Staatsführung, die sich zu jener Zeit mit antisozialistischen Stimmungen in der Bevölkerung, insbesondere unter der Jugend, auseinandersetzte und dafür auch bestimmte Künstler verantwortlich machte. Bei einer Zusammenkunft mit Schriftstellern im September 1965 griff Walter Ulbricht Bräunigs Romanauszug als Beispiel für „zersetzende Tendenzen“ an. Das Politbüro organisierte eine Presse-Kampagne gegen Bräunig. Im SED-Zentralorgan Neues Deutschland wurde er wegen angeblicher „Beleidigung der Werktätigen und der sowjetischen Partner“ scharf angegriffen. Dass der Schriftsteller Erik Neutsch für den Roman Spur der Steine, der ebenfalls Entwicklungen in der Produktion mit drastischem Realismus schilderte, noch ein Jahr zuvor mit dem Nationalpreis der DDR ausgezeichnet wurde, während Bräunig als vermeintlicher Abweichler gebrandmarkt wurde, gibt den Ereignissen einen tragischen Zug.
Auf dem 11. Plenum des Zentralkomitees der SED im Dezember 1965 erreichte die Kampagne gegen Bräunig und andere Künstler ihren Höhepunkt. Unter der Überschrift „Ein sauberer Staat mit unverrückbaren Maßstäben“ begann der Angriff „gegen die Einflüsse der kapitalistischen Unkultur und Unmoral“ in der Kunst. Erich Honecker kritisierte Rummelplatz in seinem Referat als ein Werk, das „mit unserem sozialistischen Lebensgefühl nichts gemein“ habe. Lediglich Christa Wolf verteidigte Bräunig in einer spontanen Wortmeldung gegen die Anwürfe.
Als klar wurde, dass das Manuskript nach den ideologischen Vorgaben des 11. Plenums grundlegend überarbeitet werden müsste, um eine Chance auf Veröffentlichung zu haben, brach Bräunig 1966 die Arbeit am Text ab. Zu DDR-Zeiten wurde der Roman nie publiziert, es kam lediglich zu einem zensierten Abdruck von 170 Seiten aus dem Manuskript im Sammelband Ein Kranich am Himmel, der 1981 im Mitteldeutschen Verlag erschien. Nach Christa Wolf hat er auch einen zweiten Romanversuch früh abgebrochen. Bräunig schrieb keinen Roman mehr, sondern verfasste in der Folgezeit Essays, Erzählungen sowie Filmszenarien, Reportagen und Porträts.
Von dem Konflikt mit der SED über Rummelplatz erholte sich Bräunig nicht, wobei er sich nach wie vor als Sozialist empfand.
Rummelplatz erschien 2007 im Aufbau-Verlag und war im selben Jahr für den Preis der Leipziger Buchmesse nominiert.

## Werner-Bräunig-Literaturpreis
Von 2010 bis 2012 wurde von der Textmanufaktur und vom Aufbau-Verlag der mit 5000 Euro dotierte Werner-Bräunig-Literaturpreis vergeben.

## Werke
- In diesem Sommer. Erzählungen. Mitteldeutscher Verlag, Halle an der Saale 1960.
- Materna.  (Teil 3 des Episodenfilms Geschichten jener Nacht), Drehbuch, mit Frank Vogel, 1967.
- Prosa schreiben. Anmerkungen zum Realismus. Mitteldeutscher Verlag, Halle an der Saale 1968.
- Gewöhnliche Leute. Erzählungen. Mitteldeutscher Verlag Halle (Saale) 1969. Neuausgabe: Aufbau-Verlag, Berlin 2008, ISBN 978-3-351-03230-2.
- Städte machen Leute. Mitteldeutscher Verlag, Halle an der Saale 1969.
- Rummelplatz. Roman. Aufbau-Verlag, Berlin 2007, ISBN 978-3-351-03210-4. E-Book: ISBN 978-3-8412-0422-6.
  - Hörbuch. 6 CDs. Gelesen von Jörg Gudzuhn. Der Audio Verlag, Berlin 2007, ISBN 978-3-89813-674-7.

## Hörspiele
- 1959: Waffenbrüder – Regie: Joachim Witte (Rundfunk der DDR)